# Gegenzauber
Gegenzauber (auch Widerzauber, frz. contrecharme, engl. counterspell, countermagic) ist ein Zauber zur Bekämpfung eines anderen Zaubers oder eines als Wirkung übernatürlicher Kräfte gedachten Übels. Er bezweckt deren schädliche Wirkung aufzuheben oder auf ein anderes Objekt zu lenken. Zum Gegenzauber können auch Maßnahmen gehören, die den Urheber des schädlichen Zaubers aufspüren, vertreiben oder ihm selbst einen Schaden zufügen und ihn dadurch unschädlich machen sollen.

## Eingrenzung
Der Gegenzauber ist ein Sondertyp des Abwehrzaubers. Während dieser sich in erster Linie vorbeugend gegen eine für die Zukunft befürchtete Schadwirkung richtet, soll der Gegenzauber eine Schadwirkung nachträglich bekämpfen, die als bereits eingetreten oder in der Vergangenheit eingeleitet vorgestellt wird. Da auch die eingesetzten Mittel weithin die gleichen sind, ist in den Quellen zur Zauberpraxis der Unterschied zwischen vorbeugendem Abwehrzauber und nachträglichem Gegenzauber oft nicht eindeutig oder nur aus dem Zusammenhang zu erkennen.
Überschneidungen bestehen einerseits mit dem Begriff des Schadzaubers, sofern der Gegenzauber die schädliche Wirkung auf ein anderes Objekt lenken oder den Urheber des bekämpften Zaubers schädigen soll. Überschneidungen bestehen aber auch mit Gegenzauber und Heilzauber, Wetterzauber, Fruchtbarkeitszauber und anderen magischen Praktiken, die ein als Wirkung eines Schadzaubers oder sonstiger böser Kräfte gedachtes Übel (Krankheit, Unwetter, Unfruchtbarkeit usw.) bekämpfen sollen. Exorzistische Rituale, die die Herrschaft des Teufels oder eines Dämons über einen Menschen brechen sollen, können ebenfalls als Gegenzauber betrachtet werden, auch wenn vom kirchlichen Standpunkt der Exorzismus der Taufe und der Große Exorzismus zur Austreibung eines Dämons kein Zauber sind, da sie zur Bekämpfung des Bösen nicht ihrerseits Zuflucht zu bösen Mächten nehmen.

## Geschichte und Verbreitung
Gegenzauber ist in den meisten Kulturen verbreitet, in denen auch der Glaube an Schadzauber oder allgemein der Glaube an die Schadwirkung böser Mächte verbreitet ist und dann die Angst davor ihrerseits magische Praktiken zu deren Bekämpfung hervorruft. Das dank Homer heute noch bekannteste Gegenzaubermittel des griechischen Antike ist das Zauberkraut Moly, mit dem Odysseus sich gegen die Zauberkraft der Kirke schützt und die von ihr in Schweine verwandelten Gefährten wieder in Menschen zurückverwandelt. Gegenzauber spielen eine wichtige Rolle in der Medizin und in den magischen Praktiken des Mittelalters und der Frühe Neuzeit, wo sie sich dann auch christlicher Anrufungen und Symbole bedienen, und haben das Brauchtum in den europäischen Ländern auf vielfache Weise bis heute geprägt. Ein Beispiel ist etwa das Klopfen auf Holz oder das dreimalige Ausspucken bzw. dessen lautmalerisches Zitieren „Toi, toi, toi“, das dem Eintreten einer gleichzeitig oder unmittelbar vorher ausgesprochenen Befürchtung entgegenwirken soll. Wo der für den Begriff des Zaubers vorauszusetzende Glaube an die magische Wirkung fehlt, handelt es sich hierbei dann allerdings nur noch um ein Mittel der nonverbalen Kommunikation, das die Einstellung des Sprechers zu dem befürchteten Ereignis unterstreichen soll.
Gegenzauber kann seinen Platz haben im Rahmen der priesterlichen Ausübung von Magie, wie zum Beispiel in der altägyptischen Religion, für die magische Praktiken belegt sind, die mit Hilfe einer Gottheit die Macht einer anderen Gottheit neutralisieren oder begrenzen sollen. Die Furcht vor Schadzauber führt in einigen Gesellschaften zur Herausbildung eines bestimmten sozialen Typus von spezialisierten Heilern und Helfern, die für die Bekämpfung des befürchteten Zaubers und als „Hexenbanner“ für das Aufspüren und die Unschädlichmachung der vermeintlichen Verursacher herangezogen werden. Im Hexenprozess der Frühen Neuzeit gehört der Gegenzauber auch zu den magischen Praktiken von Richtern und Scharfrichtern, die sich solcher Praktiken zum Aufspüren und Überführen von Hexen und zum persönlichen Schutz vor deren Schadzauber bedienen. In der rechtlichen Beurteilung wird der Gegenzauber im weltlichen Recht des Mittelalters und der frühen Neuzeit zum Teil milder beurteilt oder auch straffrei gestellt, während er im Kirchenrecht als Verstoß gegen das Erste Gebot, das Fremdgötterverbot, strafbar bleibt.
Gegenzauber spielen heute noch eine bedeutende Rolle im Voodoo und in einigen afrikanischen Kulturen, in denen die gesellschaftlichen Auswirkungen der Furcht vor Schadzauber auch in der Gesetzgebung ihren Niederschlag finden: speziell in Simbabwe wurde für den Juli 2006 zunächst ein Gesetz angekündigt, das Hexerei generell unter Strafe stellt, der Straftatbestand dann aber unter dem Druck traditioneller Heiler eingeschränkt auf solche Hexerei, die eine schädliche Wirkung bezweckt. In den westlichen Kulturen hat Gegenzauber seine Bedeutung in Fortleben traditionellen Aberglaubens und der Entstehung neuer esoterischer Bewegungen, dort dann auch in Verbindung mit einschlägiger Ratgeberliteratur, zu der auf dem deutschen Buchmarkt dann unter anderem auch ein „Gegenzauber-Set“ für die „Erste Hilfe bei magischen Angriffen“ gehört. Der jüngeren Generation ist Gegenzauber heute vor allem aus der Fantasy-Literatur und aus Rollenspielen ein Begriff.